# Robert Beltran
Robert Adame Beltran (nascut el 19 de novembre de 1953) és un actor estatunidenc conegut pel seu paper com a comandant Chakotay a la sèrie de televisió dels anys 90 Star Trek: Voyager. També és conegut per la seva actuació teatral a Califòrnia i per interpretar Raoul Mendoza a la pel·lícula de comèdia negra de 1982 I si ens mengem en Raül?.

## Primers anys de vida
Beltrán va néixer a Bakersfield, Califòrnia, fill d'Aurelia i Luis Beltrán Pérez, immigrants de Mèxic. Va assistir a l'East Bakersfield High School i al Bakersfield College. Té dues germanes i set germans, inclòs el músic de Latin Jazz Louie Cruz Beltran.

## Carrera
Beltrán es va graduar a la Universitat Estatal de Califòrnia a Fresno amb una llicenciatura en Arts Teatrals i es va traslladar a Los Angeles per començar la seva carrera d'actor. Va tenir el seu primer paper cinematogràfic a Zoot Suit el 1981, però el seu gran èxit va arribar el 1982 quan va interpretar el personatge principal a la comèdia negra de producció independent I si ens mengem en Raül?. Beltrán va tenir un paper secundari com el company de Chuck Norris, Trooper, a la pel·lícula de 1983 Lone Wolf McQuade. Després va protagonitzar la pel·lícula per a televisió de 1984 The Mystic Warrior com el valent nadiu americà Ahbleza, i com a Héctor a Night of the Comet de 1984. Va interpretar el pare Michael en un episodi de "S’ha escrit un crim" del 1993 (T9, E12).
Va interpretar el comandant Chakotay, el primer oficial natiu americà de la nau espacial "Voyager", a la sèrie de televisió de ciència-ficció "Star Trek: Voyager" del 1995 al 2001. Durant aquest temps, va guanyar el premi Nosotros Golden Eagle al millor actor en una sèrie de televisió el 1997. També va ser nominat el 1996 al premi Bravo del NCLR al millor actor de sèrie de televisió en un paper crossover i al premi ALMA a la millor actuació individual en una sèrie de televisió en un paper crossover el 1998 i el 1999.
Beltran va fundar i codirigir l'East LA Classic Theater Group. També és membre del Classical Theater Lab, un conjunt d'actors professionals que van coproduir la seva producció de Hamlet el 1997, que va dirigir i protagonitzar.
Beltran ha col·laborat amb actors aficionats en la representació d'obres de teatre i escenes d'obres de William Shakespeare. Va produir i protagonitzar una producció a Los Angeles de "The Big Knife" de Clifford Odets, una obra que explora l'entorn de Hollywood sota el sistema de grans estudis dels anys 40.
El maig de 2009, Beltrán va interpretar els papers dobles de Don Fermín i Eusebio el Vell a la posada en escena de Boleros for the disinchanted de José Rivera per part de l'American Conservatory Theater. Va tenir el paper recurrent de Jerry Flute a les temporades 3 i 4 de Big Love de HBO.

## Enregistraments
Latino Poetry – Fragments d'una actuació en directe de Beltran, enregistrada al Museu d'Art Llatinoamericà de Long Beach, Califòrnia, abril de 2002.

## Teatre
| Any  | Títol                                       | Paper              | Director                             | Escriptor                    | Teatre                          | Notes |
| ---- | ------------------------------------------- | ------------------ | ------------------------------------ | ---------------------------- | ------------------------------- | ----- |
| 1979 | California Shakespeare Festival             | Desconegut         | Desconegut                           | Desconegut                   | Desconegut                      |       |
| 1980 | Bard in the Box Tour                        | Desconegut         | Desconegut                           | Desconegut                   | Desconegut                      |       |
| 1980 | La Pastorela                                | Luzbel             | Desconegut                           | Desconegut                   | El Teatro Campesino             |       |
| 1981 | El somni d'una nit d'estiu                  | Oberon             | Desconegut                           | William Shakespeare          | California Shakespeare Festival |       |
| 1981 | Enric IV, Part 1 & Enric IV, Part 2         | Desconegut         | Desconegut                           | William Shakespeare          | California Shakespeare Festival |       |
| 1981 | Hamlet                                      | Hamlet             | Robert Beltran i Kris Tabori         | William Shakespeare          | The Actors' Gang                |       |
| 1981 | Romeu i Julieta                             | Desconegut         | Desconegut                           | Desconegut                   | Desconegut                      |       |
| 1981 | La feréstega domada                         | Petraccio          | Desconegut                           | Desconegut                   | Desconegut                      |       |
| 1983 | Corridos                                    | Desconegut         | Desconegut                           | Desconegut                   | El Teatro Campesino             |       |
| 1985 | The Quartered Man                           | Agent              | Mark Travis                          | Donald Freed                 | Los Angeles Theatre Center      |       |
| 1986 | I Don't Have to Show You No Stinkin' Badges | Sunny              | Tony Curiel                          | Luis Valdez                  | San Diego Repertory Theatre     |       |
| 1987 | Stars in the Morning Sky                    | Desconegut         | Bill Bushnell                        | Alexander Galin              | Los Angeles Theatre Center      |       |
| 1988 | A Burning Beach                             | Cuba               | Bill Bushnell i Jose Luis Valenzuela | Eduardo Machado              | Los Angeles Theatre Center      |       |
| 1989 | Macbeth                                     | Banquo             | Des McAnuff                          | William Shakespeare          | Mandell Weiss Center            |       |
| 1991 | Windows                                     | The Lieutenant     | Robert Egan                          | Ariel Dorfman i Tony Kushner | Los Angeles Theatre Center      |       |
| 1993 | A Touch of the Poet                         | Cornelius          | Rubén Sierra                         | Eugene O'Neill               | Cal State L.A.                  |       |
| 1997 | Hamlet                                      | Hamlet             | Robert Beltran                       | William Shakespeare          | The Actors' Gang                |       |
| 2003 | The Big Knife                               | Charlie Castle     | Tonyo Melendez                       | Clifford Odets               | Lillian Theatre                 |       |
| 2009 | Enric IV, Part 1 & Enric IV, Part 2         | Desconegut         | Desconegut                           | William Shakespeare          | Desconegut                      |       |
| 2009 | Boleros for the Disenchanted                | Don Fermin/Eusebio | Carey Perloff                        | José Rivera                  | American Conservatory Theater   |       |
| 2009 | Solitude                                    | The Man            | Jose Luis Valenzuela                 | Evelina Fernandez            | Los Angeles Theatre Center      |       |
| 2011 | Devil's Advocate                            | General Noriega    | Jose Luis Valenzuela                 | Donald Freed                 | Los Angeles Theatre Center      |       |

## Filmografia

### Cinema
| Any  | Títol                                           | Paper                       | Notes      |
| ---- | ----------------------------------------------- | --------------------------- | ---------- |
| 1981 | Zoot Suit                                       | Lowrider                    |            |
| 1982 | I si ens mengem en Raül?                        | Raoul Mendoza               |            |
| 1983 | McQuade, el llop solitari                       | Deputy Arcadio "Kayo" Ramos |            |
| 1984 | La nit del cometa                               | Hector Gomez                |            |
| 1985 | Latino                                          | Eddie Guerrero              |            |
| 1987 | Slam Dance                                      | Frank                       |            |
| 1987 | Gaby: A True Story                              | Luis                        |            |
| 1988 | The Bulldance                                   | Jack                        |            |
| 1989 | Scenes from the Class Struggle in Beverly Hills | Juan                        |            |
| 1991 | Kiss Me a Killer                                | Tony Montero                |            |
| 1991 | To Die Standing                                 | Juan Delgado                |            |
| 1991 | Bugsy                                           | Alejandro                   |            |
| 1995 | 500 Nations                                     |                             |            |
| 1995 | Nixon                                           | Frank Sturgis               |            |
| 1997 | Managua                                         | Ramon                       |            |
| 1997 | Trekkies                                        | Ell mateix                  | Documental |
| 1997 | How Else Am I Supposed to Know I'm Still Alive  |                             |            |
| 1999 | Luminarias                                      | Joe                         |            |
| 2000 | Fahrenheit 452: The Art Police                  |                             | Short      |
| 2002 | Foto-Novelas                                    |                             |            |
| 2009 | Repo Chick                                      | Aguas                       |            |
| 2009 | Taking Chances                                  | Joseph Sleeping Bear        |            |
| 2013 | Water & Power                                   |                             |            |
| 2013 | Free Birds                                      | Chief Massasoit (veu)       |            |
| 2018 | Magic Lantern                                   | Ed                          |            |
| 2019 | The Circuit                                     |                             |            |
| 2020 | Butterflies                                     | James                       | Curt       |

### Televisió
| Any       | Títol                                       | Paper                       | Notes                               |
| --------- | ------------------------------------------- | --------------------------- | ----------------------------------- |
| 1984      | Calendar Girl Murders                       | Mooney                      | Telefilm                            |
| 1984      | The Mystic Warrior                          | Ahbleza                     | Telefilm                            |
| 1985      | Street Hawk                                 | Marty Walsh                 | 1.5-hour pilot                      |
| 1986      | The Family Martinez                         | Hector Martinez             | Telefilm                            |
| 1987      | CBS Summer Playhouse                        | Howard Thunder              | Episodi: "Barrington"               |
| 1987      | Private Eye                                 | Miguel Brojas               | Episodi: "Barrio Nights"            |
| 1988      | The Bronx Zoo                               | Mike                        | Episodi: "A Day in the Life"        |
| 1989      | Miami Vice                                  | Amendez                     | Episodi: "Freefall"                 |
| 1990      | Sisters                                     | Mike Perez                  | Telefilm                            |
| 1990      | El Diablo                                   | "El Diablo"                 | Telefilm                            |
| 1990      | Midnight Caller                             | Carlos Valenzuela           |                                     |
| 1991      | The Chase                                   | Mike Silva                  | Telefilm                            |
| 1991      | Veronica Clare                              | Duke Rado                   |                                     |
| 1991      | La Pastorela                                | Luzbel                      |                                     |
| 1992      | Stormy Weathers                             | Gio                         | Telefilm                            |
| 1993      | Shadow Hunter                               | Frank Totsoni               | Telefilm                            |
| 1993      | Rio Shannon                                 | Tito Carson                 | Telefilm                            |
| 1993–1994 | S'ha escrit un crim                         | Frank Garcia / Pare Michael |                                     |
| 1994      | Lois & Clark                                | Fuentes / Murphy            |                                     |
| 1994      | Models, Inc.                                | Tinent Louis Soto           |                                     |
| 1994      | State of Emergency                          | Raoul Hernandez             | Telefilm                            |
| 1995      | Runway One                                  | Ramon Perez                 | Telefilm                            |
| 1995–2001 | Star Trek: Voyager                          | Comandant Chakotay          | Repartiment principal; 172 episodis |
| 1999      | Ultimate Trek: Star Trek's Greatest Moments | Chakotay (imatges arxiu)    |                                     |
| 2001      | 2001 ALMA Awards                            | Ell mateix - Presentador    | TV special                          |
| 2003      | CSI: Miami                                  | Jutge Ojeda                 | Episodi: "Tinder Box"               |
| 2005      | Manticore                                   | Sergeant Baxter             | Telefilm                            |
| 2007      | Fire Serpent                                | Cooke                       | Telefilm                            |
| 2007      | Medium                                      | Pare Armando Avilar         | Episodi: "Whatever Possessed You"   |
| 2007      | Cry of the Winged Serpent                   | Pare Juan                   | Telefilm                            |
| 2009–2011 | Big Love                                    | Jerry Flute                 |                                     |
| 2012      | Young Justice                               | Maurice Bodaway (veu)       | Episodi: "Beneath"                  |
| 2022      | Star Trek: Prodigy                          | Capità Chakotay (vwu)       | Paper recurrent; 7 episodis         |

### Videojocs
| Any  | Títol                            | Paper              | Notes |
| ---- | -------------------------------- | ------------------ | ----- |
| 2000 | Star Trek: Voyager – Elite Force | Comandant Chakotay |       |

## Premis i nominacions
| Any  | Associació                  | Categoria                                                                  | Treball nominat    | Resultat  |
| ---- | --------------------------- | -------------------------------------------------------------------------- | ------------------ | --------- |
| 1996 | Premi NCLR Bravo            | Millor actor de sèrie de televisió en un paper crossover                   | Star Trek: Voyager | Nominat   |
| 1997 | Premi Nosotros Golden Eagle | Millor actor en una sèrie de televisió                                     | Star Trek: Voyager | Guanyador |
| 1998 | Premis ALMA                 | Millor actuació individual en una sèrie de televisió en un paper crossover | Star Trek: Voyager | Nominat   |
| 1999 | Premis ALMA                 | Millor actuació individual en una sèrie de televisió en un paper crossover | Star Trek: Voyager | Nominat   |